# Žestilj
Žestilj (žestika, tatarski javor; lat. Acer tataricum) - vrsta javora porijeklom iz središnje i jugoistočne Europe i jugozapadne Azije. Rasprostire se od Austrije prema jugozapadu Rusije, Kavkazu i jugu Turske. Latinsko ime vrste, dobilo je ime po narodu Tatara u južnoj Rusiji.
To je listopadni grm ili malo šire stablo, koje naraste do 4–12 m visine, s kratkim deblom do 20–50 cm promjera i tankim granama. Kora je tanka, blijedo smeđa, glatka, a kasnije postaje plitko ispucana na starim stablima. Listovi su jednostavni, široko jajoliki, 4,5–10 cm dugo i 3–7 cm široki, bez režnjeva ili s tri ili pet plitkih režnjeva. Rub lista grubo i nepravilno nazubljen. Peteljka lista je vitka, često ružičasta, 2–5 cm duga.
Cvjetovi su bjelkasto-zeleni, 5–8 mm dugi. Plod je crvenkasta perutka, 10–12 mm duga, s krilima od 2–3 cm, sazrijeva krajem ljeta do početka jeseni.

## Galerija
- Stablo
- Kora
- Lišće
- Zimi bez lišća.